# Paul Tanon
Paul Tanon (né le 5 février 1959 à Talence) est un athlète français, spécialiste du saut en hauteur.

## Biographie
Il est sacré champion de France du saut en  hauteur en 1980 à Villeneuve-d'Ascq avec un saut à 2,18 m. 
Il égale à deux reprises le record de France en salle du saut en hauteur en réalisant le 16 janvier 1982 à Paris 2,23 m puis 2,25 m, son record personnel.